# Bognera recondita
Bognera recondita là một loài thực vật có hoa trong họ Ráy (Araceae). Loài này được (Madison) Mayo & Nicolson mô tả khoa học đầu tiên năm 1984.